# 24 Heures chrono : Redemption
Pour les articles homonymes, voir Exile.
Série
24 Saison 6 24 Saison 7
Pour plus de détails, voir Fiche technique et Distribution.
24 heures Chrono - Redemption (24: Redemption) ou 24 - Exil au Québec, est un téléfilm américain réalisé par Jon Cassar, diffusé le 23 novembre 2008 sur la chaîne de télévision américaine FOX. Il fait le lien entre la sixième et la septième saison de la série télévisée 24 Heures chrono.
En France, il a été diffusé le 3 septembre 2009 sur Canal+. Il fut ensuite sorti en DVD, le 25 novembre 2008 aux États-Unis et le 21 octobre 2009 en France.

## Synopsis
Le jour de l'investiture présidentielle d'Allison Taylor, la prochaine présidente des États-Unis, Noah Daniels lui transmet les rênes de la présidence américaine alors qu'au même moment, au Sangala (pays fictif d'Afrique), un coup d'État militaire éclate, et des miliciens embrigadent de force des enfants dans des camps où on les enrôle pour qu'ils deviennent des soldats, sous les ordres du général Juma.
Jack Bauer, ancien agent de la Cellule anti-terroriste de Los Angeles, s'était réfugié là-bas depuis les événements dramatiques de la sixième saison, survenus trois ans et demi plus tôt. Il a fui le monde occidental, culpabilisant pour les fautes qu'il a commises, pour les personnes qu'il a tuées aux États-Unis. Il aide un vieil ami, Carl Benton, dans la construction d'une école pour les enfants défavorisés dans cette région, grâce notamment à l'ONU. Frank Tramell, membre de l'ambassade américaine installée proche du village, informe Jack qu'il est cité à comparaître devant les tribunaux américains pour ses agissements passés. Il refuse.
Cependant, face à la milice du dictateur Juma, il n'a d'autre choix que de secourir ces enfants enlevés et de les amener à l'ambassade la plus proche où ils seront en sécurité. Arrivés enfin dans la ville, Jack se rend aux forces de l'ordre américaines pour permettre aux enfants d'être évacués par hélicoptère. Il devra donc répondre de ses actes devant la justice américaine.
Les événements sont rapportés en temps réel : de 15 h à 17 h, heure locale.

## Fiche technique
Sauf indication contraire, les informations mentionnées dans cette section peuvent être confirmées par la base de données cinématographiques IMDb,  présente dans la section « Liens externes ».
- Titre original : 24: Redemption
- Titre français : 24 heures Chrono : Redemption / 24 heures Chrono : Exil
- Réalisation : Jon Cassar
- Scénario : Howard Gordon
- Direction artistique : Caroline Foellmer
- Décors : Henri Du Rand et Joseph A. Hodges
- Costumes : James Lapidus
- Photographie : Rodney Charters
- Son : William Gocke
- Montage : Scott Powell
- Musique : Sean Callery
- Production : Paul Gadd, Joseph A. Hodges, Genevieve Hofmeyr et Michael Klick
  - Production déléguée : Jon Cassar, Manny Coto, David Fury, Howard Gordon, Brian Grazer, Evan Katz (en) et Kiefer Sutherland
- Sociétés de production : Imagine Entertainment, Teakwood Lane Productions, Real Time Productions et 20th Century Fox Television
- Pays d’origine : États-Unis
- Langue originale : anglais
- Format : couleur - 35 mm - 1.78:1 - son Dolby Digital
- Genre : action, drame
- Durée : 89 minutes

## Distribution
- Kiefer Sutherland (VF : Patrick Béthune) : Jack Bauer
- Robert Carlyle (VF : Éric Herson-Macarel) : Carl Benton, un vieil ami de Jack Bauer avec qui il dirige une école pour les enfants victimes de la guerre
- Cherry Jones (VF : Anne Jolivet) : Allison Taylor, présidente élue des États-Unis
- Colm Feore (VF : Jean-Luc Kayser) : Henry Taylor, mari de la présidente
- Jon Voight (VF : Bernard Tiphaine) : Jonas Hodges, membre d'une organisation semblable à Blackwater Worldwide
- Powers Boothe (VF : Philippe Catoire) : Noah Daniels, Président des États-Unis sortant
- Peter MacNicol (VF : Denis Boileau) : Tom Lennox
- Siyabulela Ramba : Willie, un petit garçon qui apprécie beaucoup Jack et voit en lui une sorte de modèle
- Eric Lively : Roger Taylor, le fils du couple présidentiel
- Carly Pope : Samantha Roth, la petite amie de Roger Taylor
- Bob Gunton : Ethan Kanin, chef de cabinet de la Maison-Blanche
- Mark Kiely : Agent Vossler des services secrets
- Gil Bellows (VF : Thierry Ragueneau) : Frank Trammell, membre de l'ambassade des États-Unis au Sangala
- Tony Todd : Général Benjamin Juma, dictateur sangalais
- Hakeem Kae-Kazim (VF : Jean-Michel Martial) : Colonel Ike Dubaku, chef rebelle
- Kris Lemche (VF : Fabrice Josso) : Chris Whitley
- Isaac de Bankolé : Ule Motobo, Premier ministre du Sangala
- Sean Michael : Charles Solenz

## Production
À la suite de la grève de la Writers Guild of America (2007-2008) qui a reporté la diffusion de la saison 7 d'une année entière, celle-ci devant être diffusée d'une traite plus que toute autre série à cause de son principe (depuis la saison 4, les 24 épisodes de la série sont diffusés en continu, sans pause et sans rediffusion entre les épisodes inédits), la Fox a décidé de produire un téléfilm diffusé le 23 novembre 2008 et qui amène les évènements de la saison 7.
Plus précisément, l'intrigue africaine de Jack Bauer au Sangala devait occuper la moitié du script original de la septième saison, et dans les douze derniers épisodes, après une ellipse de plusieurs jours, revenir aux États-Unis ; cependant, cette idée dénaturait en grande partie le concept de la série (une saison devant correspondre à une journée entière et non deux fragments de deux journées différentes). Lorsque l'occasion s'est présentée avec ce téléfilm, les scénaristes ont adapté leur idée d'origine et l'ont renforcée (afin qu'elle ne dure plus une douzaine d'heures heure mais deux heures seulement).
Le 30 avril 2008, les producteurs se mirent à chercher des lieux de tournages plausibles en Afrique afin de tourner la préquelle. L'idée originale était de tourner trois jours en Afrique et de tourner la suite à l'aide de décors à Simi Valley, en Californie. Néanmoins lorsque les producteurs se rendirent compte qu'un tel environnement était difficile à reproduire pour tromper le spectateur, ils décidèrent de tourner la majorité du téléfilm au Cap, en Afrique du Sud. Redemption a été tourné du 4 juin au 20 juin et les scènes finales ont été tournées à Los Angeles (Californie).
Le 13 juillet, le réalisateur Jon Cassar a révélé sur son site Internet que la préquelle était en cours de montage.
Dans une interview, Kiefer Sutherland a révélé que Redemption était inspiré du génocide au Rwanda.